# Улица Зегеля (Липецк)
У́лица Зе́геля — улица в центральной части города Липецка. Проходит по границе Правобережного и Советского округов от улицы Ленина и Петровского проезда до площади Героев. Пересекает улицы Интернациональную и Плеханова. К нечётной стороне примыкает улица Семашко, к чётной — улица Желябова.

## История
Улица сформировалась в процессе коренной перестройки Липецка в 1-й половине XIX века при реализации генерального плана города, утверждённого в 1805 году. Являлась одной из важнейших магистралей города. Вела к окраине Липецка, откуда начиналась дорога на Лебедянь. Отсюда и первоначальное название улицы — Лебедя́нская.
В XIX — начале XX века улица была застроена 1—2-этажными домами. Причём более высокие находились на первой половине улицы. Среди них 2-этажное здание бывшего Питиримовского духовного училища (дом № 6; вторая половина XIX века, ). В 1911 году над Лебедянской улицей (ныне Зегеля) от училища была построена арка в честь приезда в Липецк великого князя Михаила Александровича (доныне не сохранилась). Сегодня здесь — управление здравоохранения Липецкой области.
Дом № 1 — бывшее реальное училище (1890; ). До начала 1990-х годов здесь располагался Липецкий политехнический институт (основное здание — управление вузом, несколько кафедр, актовый зал, столовая).
Дом № 21 — здание шамоновской мельницы (1913; ).
В 1921 году улицу переименовали в честь чекиста А. В. Зегеля (на следующий год после его гибели).
До 1960-х годов застройка улицы была одно-двухэтажной (деревянные и кирпичные дома). До 1955 года имела булыжное мощение и неширокие тротуары. Она вела до Евдокиевской церкви, так как площади Героев не было. На месте дома № 27 по улице Зегеля находилось обширное хозяйство треста очистки с сараями и конюшней ассенизационного обоза, который по утрам выезжал на очистку дворов.
В 1960-х годах началась застройка части улицы Зегеля между улицами Плеханова и Гагарина; на пересечениях с ними образованы площади Плеханова и Героев, соответственно. Здесь были построены хрущёвки.
В 1970 году был построен Дом политпросвещения (№ 2). Сейчас в нём правобережный комитет по работе с населением (администрация округа), Главпочтамт, а также офисы компаний.
Улица Зегеля насыщена различными учреждениями торговли (магазины и элитные салоны), образования, здравоохранения, бытового обслуживания, кафе. В основном они расположены на нижних этажах жилых зданий. Почти всю часть улицы Зегеля от Интернациональной улицы до площади Плеханова занимает территория ЦУМа (центрального универсального магазина).

## Адреса
На улице Зегеля, 25, находится прокуратура Липецкой области. В доме № 25а — Липецкий кооперативный институт Белгородского университета потребительской кооперации. В доме № 9 — детская поликлиника.

## Фотогалерея
- Здание Шамоновской мельницы (ул. Зегеля, 21)
- ул. Зегеля, 1
- ул. Зегеля, 6

## Транспорт
- К домам начала и середины улицы — авт. 2, 12, 302, 315, 345, 352, ост.: «Соборная пл.» («Пл. Ленина»); авт. 2, 9т, 12, 33, 33а, 300, 302, 315, 352, 359 ост.: «Пл. Плеханова»; авт. 36, 300, 306, 322, 325, 345 ост.: «Улица Зегеля».
- К домам середины и конца улицы — авт. 9т, 11, 24, 36, 300, 306, 322, 324, 325, 345, 346, 347, 359 ост.: «Пл. Героев».